# クルト・バッケベルク
クルト・バッケベルク（Curt Backeberg、1894年8月2日 - 1966年1月14日）は、ドイツの植物収集家、サボテン研究家である。1966年に『サボテン事典』（"Das Kakteenlexikon"）を編集した。

## 生涯
リューネブルクに生まれた。第一次世界大戦に出征した後、商社で働き、1925年に自ら輸出商社を始めた。1927年にチェコのプラントハンターのフリシュ（Alberto Vojtěch Frič）に出会い、自らもサボテンの輸入の仕事をすることになった。1928年から1938年の間に、メキシコや中南米で7度、収集旅行を行い。ブローメンの植物博覧会に、巨大サボテンを展示し注目された。1930年に一般読者向けの旅行記、『テキサスからパタゴニアでの、サボテン収集』（"Kakteenjagd zwischen Texas und Patagonien"）などを出版した。現地で映画も撮影し、いくつかの自然に関するドキュメンタリー映画にした。
1950年代にサボテンの網羅的な著作を始め、1958年から1962年に、6巻の『サボテン科』（"Die Cactaceae: Handbuch der Kakteenkunde"）を発表した。1966年に『サボテン事典』（Das Kakteenlexikon:Gustav Fischer Verlag）でサボテンの分類について詳述した。この事典はバッケベルクの没後も、ハーゲ（Walther Haage）によって、改訂されて、当時知られていた、殆どすべてのサボテンの種が記述されていた。
バッケベルクのサボテンの分類ではサボテン科を233の属に分類したが、独学であることもあり、その分類は異論の多いものであった。多くの種を新種として記載したが、名誉欲や商業主義であると非難された。栽培種も新種として記載された。バッケベルクが設定した種や属のいくつかは科学的な文献ではもはや使われていないが、園芸分野での名称として残っている。心臓麻痺で没した。
サボテン科のバッケベルギア属 (Backebergia、パキケレウス属Pachycereusに分類される）に献名された。